# Ultimate Collection (Eurythmics)
Ultimate Collection je kompilacija hitova britanskog sastava Eurythmics.

## Popis pjesama
Sve pjesme napisali su Annie Lennox i David A. Stewart osim gdje je drukčije navedeno.
1. "I've Got a Life" - 4:05
2. "Love Is a Stranger" - 3:42
3. "Sweet Dreams (Are Made of This)" - 3:36
4. "Who's That Girl?" - 3:44
5. "Right by Your Side" - 3:49
6. "Here Comes the Rain Again" - 4:51
7. "Would I Lie to You?" - 4:26
8. "There Must Be an Angel (Playing with My Heart)" - 4:41
9. "Sisters Are Doin' It for Themselves" (s Arethom Franklin) - 4:53
10. "It's Alright (Baby's Coming Back)" - 3:47
11. "When Tomorrow Comes" (Lennox, Stewart, Patrick Seymour) - 4:15
12. "Thorn in My Side" - 4:13
13. "The Miracle of Love" - 4:35
14. "Missionary Man" - 3:47
15. "You Have Placed a Chill in My Heart" - 3:52
16. "I Need a Man" - 4:23
17. "I Saved the World Today" - 4:26
18. "17 Again" - 4:20
19. "Was It Just Another Love Affair?" - 3:50